# Billy Sheehan

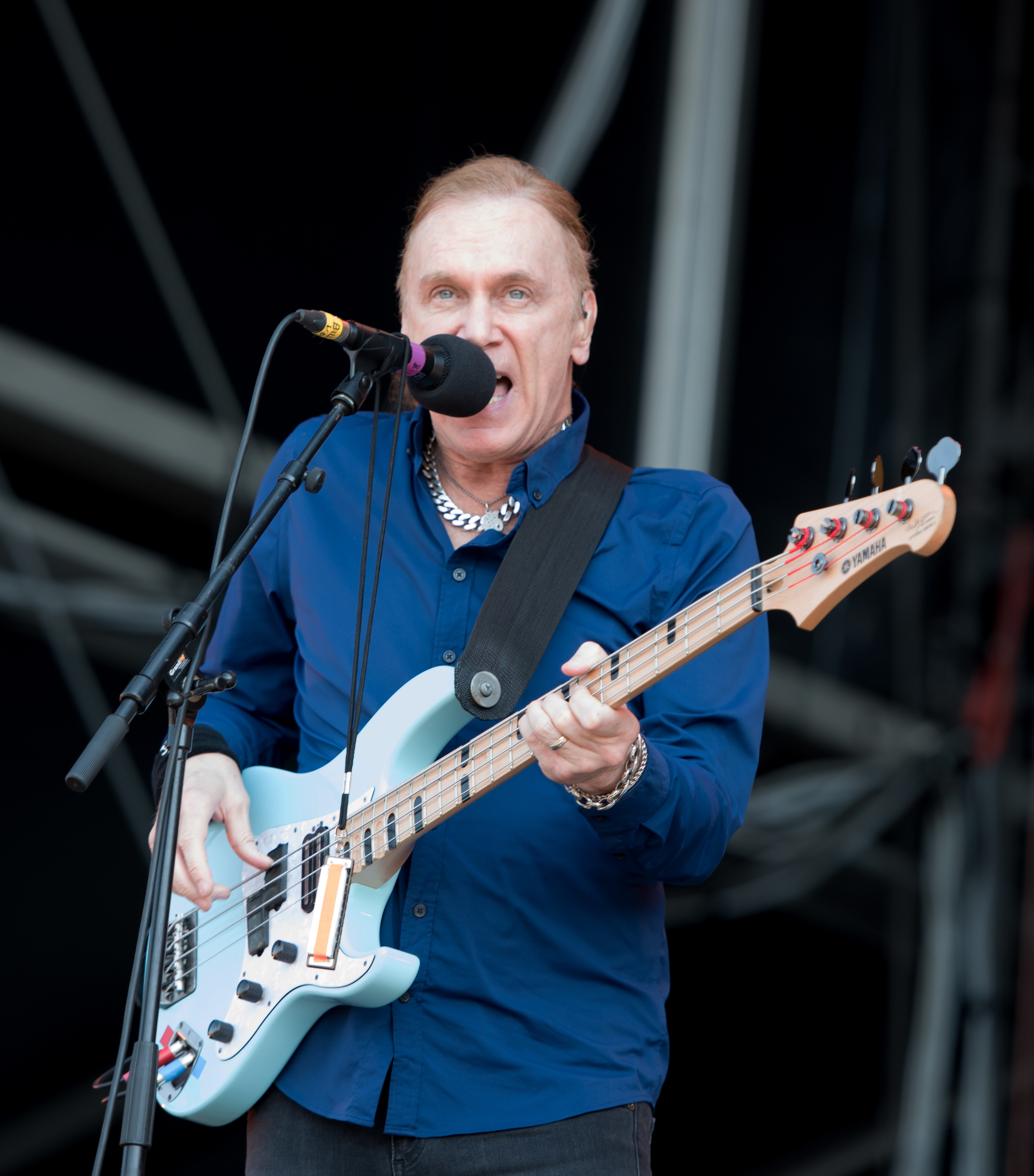
Billy Sheehan, 2018

Billy Sheehan (* 19. März 1953 in Buffalo, New York) ist ein US-amerikanischer Hard-Rock-Bassist.

## Werdegang
Begonnen hat Sheehans Karriere als Bassist mit der Band Talas aus Buffalo, die 1980 im Vorprogramm von Van Halen spielte. Zuvor spielte er in lokalen Cover-Bands. Mit der Band UFO ging er 1983 auf Europa-Tournee. Ersten kommerziellen Erfolg erlangte er jedoch in der Band des ehemaligen Van-Halen-Frontmanns David Lee Roth, wo er unter anderem mit Steve Vai zusammenspielte, den er auch auf den G3-Tourneen begleitet. Aber auch mit der Combo Mr. Big, 1989 u. a. mit Paul Gilbert gegründet, spielte er sich in die Öffentlichkeit. Mr. Big feierte unter anderem mit dem Nummer-1-Hit To Be with You und dem Cat-Stevens-Cover Wild World große Erfolge. Seit 2001 veröffentlicht er auch Solo-Alben, beginnend mit seinem Werk Compression. Unter anderem wirkt er noch in der Band Niacin mit und half bei anderen Musikern wie Terry Bozzio, Greg Howe uvm. aus.
Seit dem Jahr 2013 spielt er zusammen mit Mike Portnoy und Richie Kotzen in einer Band namens The Winery Dogs, mit denen er drei Alben veröffentlichte.
Sheehan ist ein technisch höchst versierter Spieler, der unter anderem fünfmal zum „Best Rock Bass Player“ im Guitar-Player-Magazin gewählt wurde und auch in der Bassisten-Gemeinde größten Respekt genießt. Als das Tapping durch Eddie Van Halen breitere Bekanntheit erfuhr, leistete Sheehan einen wichtigen Beitrag, um diese Technik auch auf dem Bass zu etablieren. Sheehan wird deshalb unter anderem oft als „the Eddie Van Halen of the bass“ bezeichnet.
Die Firma Yamaha bietet zwei Billy-Sheehan-Signature-Modelle an. Der Attitude Limited 3 zeichnet sich vor allem aus durch die Möglichkeit, die Signale der beiden Tonabnehmer separat abzugreifen.
Billy Sheehan ist seit 1971 Mitglied der Scientology-Kirche.

## Veröffentlichungen
Talas
- 1979 – Talas
- 1983 – Sink Your Teeth into That
- 1985 – High Speed On Ice

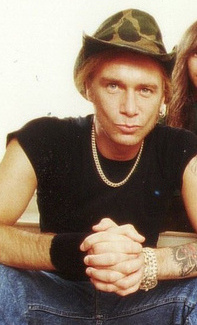
Billy Sheehan, 1992

- 1989 – Billy Sheehan – Talas Years
- 1998 – If We Only Knew Then…
- 1998 – Live In Buffalo
- 1998 – Doin’ It Right (EP)

David Lee Roth
- 1986 – Eat ’Em and Smile
- 1988 – Skyscraper
- 1997 – The Best

Mr. Big
- 1989 – Mr. Big
- 1990 – Raw Like Sushi 1
- 1991 – Lean into It
- 1992 – Raw Like Sushi 2
- 1992 – Live
- 1993 – Bump Ahead
- 1994 – Japandemonium
- 1996 – Hey Man
- 1996 – Big Bigger Biggest (Greatest Hits)
- 2000 – Get Over It
- 2000 – Superfantastic (EP)
- 2000 – Static (EP)
- 2000 – Deep Cuts
- 2001 – Actual Size
- 2002 – Live In Japan
- 2009 – Back to Budokan
- 2009 – Next Time Around (Greatest Hits + 2 neue Titel)
- 2011 – What If …
- 2014 – … The Stories We Could Tell
- 2017 – Defying Gravity

G3
- 2003 – Rockin’ in the Free World (CD)/Live in Denver (DVD)
- 2005 – Live in Tokyo (CD/DVD)

Niacin
- 1996 – Niacin
- 1997 – Live In Japan
- 1998 – High Bias
- 2000 – Deep
- 2001 – Time Crunch
- 2003 – Live Blood, Sweat & Beers
- 2005 – Organik
- 2013 – Krush

Solo
- 2001 – Compression
- 2005 – Cosmic Troubadour
- 2006 – Prime Cuts
- 2009 – Holy Cow

The Winery Dogs
- 2013 – The Winery Dogs
- 2015 – Hot Streak
- 2017 – Dog Years (EP)
- 2023 – III

Sonstige
- 1979 – Michael Schenker Group (MSG) – The Michael Schenker Group (Remastered Edition von 2009 – Sheehan spielt auf dieser CD lediglich in fünf Demo-Studio-Liedern den Bass)
- 1985 – Tony MacAlpine – Edge Of Insanity
- 1988 – Greg Howe – Greg Howe
- 1985 – Thrasher – Burning at the Speed of Light
- 1986 – Kuni – Masque
- 1989 – Various – Guitar’s Practicing Musicians 1
- 1990 – Various – Navy Seals Soundtrack
- 1991 – Various – Guitar’s Practicing Musicians 2
- 1992 – Cozy Powell – The Drums Are Back
- 1992 – Various – L.A. Blues Authority
- 1995 – Various – Rattlesnake Guitar
- 1997 – Various – Working Man
- 1998 – Explorers Club – Age of Impact
- 2002 – Planet X – Moonbabies
- 2002 – Terry Bozzio & Billy Sheehan – Nine Short Films
- 2003 – Derek Sherinian – Black Utopia
- 2003 – Glenn Hughes – Songs In The Key Of Rock
- 2005 – Steve Vai – Real Illusions: Reflections
- 2007 – Devils Slingshot – Clinophobia